# Tokyoite
La tokyoite (simbolo IMA: Tky) è un raro minerale del supergruppo della brackebuschite; appartiene alla famiglia dei "fosfati, arseniati e vanadati" e possiede composizione chimica Ba2Mn3+(VO4)2OH.
La tokyoite è l'analogo del manganese (Mn3+) della gamagarite ed è in corso lo studio dell'esistenza di un suo analogo dominato dall'arsenico.

## Etimologia e storia
La tokyoite prende il nome dalla prefettura di Tokyo in cui si trova la sua località tipo.

## Classificazione
La classica nona edizione della sistematica dei minerali di Strunz, aggiornata dall'Associazione Mineralogica Internazionale (IMA) fino al 2009, elenca la tokyoite nella classe "8. Fosfati, arseniati, vanadati" e da lì nella sottoclasse "8.B Fosfati, ecc., con anioni aggiuntivi, senza H2O"; questa viene suddivisa più finemente in base alla dimensione dei cationi coinvolti e al rapporto tra anione idrossile e gruppo RO4 (dove in questo caso R=V), in modo tale da trovare la tokyoite nella sezione "8.BG Con cationi di media e grande dimensione, (OH, ecc.):RO4 = 0,5:1" dove forma il sistema nº 8.BG.05 insieme ad arsenbrackebuschite, arsentsumebite, brackebuschite, bushmakinite, calderónite, feinglosite, gamagarite, goedkenite, bearthite e tsumebite.
Tale classificazione resta invariata anche nell'edizione successiva, proseguita dal database "mindat.org" e chiamata Classificazione Strunz-mindat, nella quale all'interno del sistema 8.BG.05 fanno la loro comparsa anche il minerale ferribushmakinite, un possibile analogo dell'arsenico della tokyoite e un minerale ancora senza nome designato come UM1994-19-PO:CuHMoPb.
Nella Sistematica dei lapis (Lapis-Systematik) di Stefan Weiß la tokyoite si trova nella classe dei "fosfati, arseniati e vanadati" e nella sottoclasse dei "fosfati anidri, con anioni estranei F,Cl,O,OH"; qui è nella sezione dei "cationi medi e grandi: Mg-Cu-Zn e Ca-Na-K-Ba-Pb; gruppo della brackebuschite" dove forma il sistema nº VII/B.24 insieme ad arsenbrackebuschite, arsentsumebite, brackebuschite, bushmakinite, calderónite, canosioite, feinglosite, ferribushmakinite, gamagarite goedkenite, grandaite, jamesite, lulzacite, bearthite e tsumebite.
Anche nella sistematica dei minerali secondo Dana, usata principalmente nel mondo anglosassone, la tokyoite è nella famiglia dei "fosfati, arseniati e vanadati"; qui è nella classe dei "fosfati [arseniati e vanadati] anidri ecc., con idrossile o alogeno" e nella sottoclasse dei "fosfati [arsentiati e vanadati] anidri ecc., con idrossile o alogeno con (A2+B2+)3(XO4)2Zq", dove forma il "gruppo della goedkenite" con il sistema nº 41.10.04 insieme a bearthite, gamagarite e goedkenite.

## Abito cristallino
La tokyoite cristallizza nel sistema monoclino nel gruppo spaziale P21/m (gruppo nº 11) con i parametri reticolari a = 9,104 Å, b = 6,132 Å, c = 7,895 Å e β = 112,2°, oltre ad avere 2 unità di formula per cella unitaria.

## Origine e giacitura
La tokyoite è stata trovata in un affioramento di giacimento abbandonato di manganese, all'interno di braunite brecciata e in piccole venature in
blocchi di selce racchiusi in arenaria in un complesso di accrezione; probabilmente è un minerale primario derivato dalla reazione della braunite con fluidi contenenti bario e vanadio. La paragenesi è con braunite, ialofane e tamaite.
La tokyoite è piuttosto rara ed è stata trovata solo in pochi siti sparsi per il mondo: la sua località tipo, la miniera di "Shiromaru" (35.81028°N 139.1235°E) nel distretto di Nishitama (prefettura di Tokyo, Giappone); sempre in Giappone il minerale è stato trovato nella miniera di "Yamato" nel distretto di Oshima (prefettura di Kagoshima).
Ritrovamenti anche nella miniera di "Kolomela" nella municipalità distrettuale di ZF Mgcawu (Provincia del Capo Settentrionale, Suafrica), mentre in Europa la tokyoite è stata rinvenuta nelle miniere di "Gambatesa" (presso Ne), di " Cerchiara" (a Borghetto di Vara) e di "La Valletta" (a Canosio), tutte in Italia; a Friedrichroda (nel circondario di Gotha) e Wadern (nel circondario di Merzig-Wadern), entrambi in Germania; a Obernberg am Brenner (distretto di Innsbruck-Land, Austria).

## Forma in cui si presenta in natura
La tokyoite forma aggregati di dimensioni fino a 250 μm composti da granuli irregolari che misurano fino a 15 μm. Il minerale è traslucido con lucentezza vitrea; il colore è nero-rosso, mentre il colore del suo striscio è rosso brunastro intenso.